# Pepe Németh
Pepe Németh es un deportista húngaro que compitió en vela en la clase Soling.
Ganó tres medallas en el Campeonato Mundial de Soling entre los años 2004 y 2019, y cinco medallas en el Campeonato Europeo de Soling entre los años 2005 y 2018.

## Palmarés internacional
| Campeonato Mundial | Campeonato Mundial           | Campeonato Mundial | Campeonato Mundial |
| Año                | Lugar                        | Medalla            | Clase              |
| ------------------ | ---------------------------- | ------------------ | ------------------ |
| 2004               | Porto Alegre (Brasil)        | Medalla de plata   | Soling             |
| 2011               | Prien am Chiemsee (Alemania) | Medalla de plata   | Soling             |
| 2019               | La Baule (Francia)           | Medalla de oro     | Soling             |
| Campeonato Europeo |                              |                    |                    |
| Año                | Lugar                        | Medalla            | Clase              |
| 2005               | Medemblik (Países Bajos)     | Medalla de plata   | Soling             |
| 2008               | Balatonfüred (Hungría)       | Medalla de oro     | Soling             |
| 2009               | Iseo (Italia)                | Medalla de bronce  | Soling             |
| 2010               | La Trinité-sur-Mer (Francia) | Medalla de oro     | Soling             |
| 2018               | Alsóörs (Hungría)            | Medalla de plata   | Soling             |